# Середмістя (Львів)
Середмістя («Місто серед стін», пол. Śródmieście, нім. Stadtmitte) — історична дільниця в центрі Львова. Сформувалася в середині XIV століття в рамках маґдебурзького права, була обмежена подвійним кільцем мурів, річкою Полтвою і валом. Траса оборонних укріплень пролягала нинішніми проспектом Свободи, площею Ярослава Осмомисла, вулицею Гонти, площею Данила Галицького, вулицею Винниченка, площами Митною, Соборною, Галицькою й Міцкевича. Центром є площа Ринок. 
Межувала зі заходу з Краківським передмістям, з півночі — з Краківським замковим передмістям, зі сходу, півдня й південного заходу — з Галицьким передмістям, зі складу якого після 1772 року виділилося Бродівське передмістя.
Як окрема дільниця існувала до середини XX століття. У 1940—1941 долучена до Сталінського району Львова, повторно у 1944 році. За німецької окупації відновлена «Stadtmitte». Нині у складі Галицького району Львова.

### Музеї, виставки
- Львівський історичний музей
- Аптека-музей
- Музей пошти
- Музей скла
- Музей історії релігії
- Музей меблів та порцеляни
- Арсенал
- Природознавчий музей
- Музей міста (площа Ринок, 1)
- Галерея українського військового однострою
- «Львів стародавній» (вулиця Краківська, 21)
- Галерея «Melanka Art» (вулиця Лесі Українки, 8)
- Арт-центр «Дзиґа» (вулиця Вірменська, 35)
- Мистецька галерея «Зелена Канапа» (вулиця Вірменська, 7)
- Галерея сучасного сакрального мистецтва «IconArt» (вулиця Вірменська, 26)
- Арт-галерея мадам Пальмгрен (вулиця Івана Федорова, 8)
- Центр архітектури, дизайну та урбаністики «Порохова Вежа» (вулиця Підвальна, 4)
- Музей Ідей
- Вернісаж

### Каварні, ресторани
- Вірменка — культова кав'ярня, найдавніша з тих, що функціонують досі, діє зі серпня 1979 року
- Львівська копальня кави
- Театр пива «Правда» (Ринок,32)
- Music Lab club-cafe (вулиця Братів Рогатинців,27)
- Ресторація Бачевських (вулиця Шевська,8)
- Каварня «Фацет» (вулиця Вірменська,28)

### Інфрастуктурні об'єкти
- Будинок Львівської міської ради
- Будинок Львівської обласної ради та Львівської обласної державної адміністрації
- Сесійна зала Львівської обласної ради